# Претекста
Претекста (лат. fabula praetexta або praetextata) — різновид національної давньоримської трагедії, заснованої на давньоримській історії із застосуванням прийомів давньогрецької драматургії. Прославляли життя якогось історичного персонажа, найчастіше царя або полководця, на відміну від римських наслідувань давньогрецьким трагедіям — котурнатам (де актори трагедії, що зображували богів, надягали черевики-котурни) і паліатам («комедій плаща»; останні часто були фактично перекладами Есхіла, Софокла чи Еврипіда). Головною відмінністю від котурнат було те, що в претексті йшлося саме про реальні історичні події (іноді навіть не дуже давні), а не міфологічні, як у випадку з грецькими трагедіями.

Назва трагедії походить від давньоримської тоги, яку носили юнаки та магістрати і яка вважалася національним римським одягом.